# エミール・ブルンナー
エミール・ブルンナー（Emil Brunner, 1889年12月23日 - 1966年4月6日）は、スイス出身のプロテスタント（改革派）神学者であり、カール・バルトと共に弁証法神学運動の草創期を担った新正統主義の代表的神学者である。

## 生涯
チューリッヒ近郊の街ヴィンタートゥールで生まれる。チューリッヒ、ベルリン、さらにニューヨークのユニオン神学校で学ぶ。
8年間の牧会生活の後、1924年からチューリヒ大学神学部で組織神学、実践神学の教授を務める。また、1942年から1944年にかけては、同大学総長も務める。
キリスト教の布教の不徹底が日本におけるファシズムの勃興の一因だったと考えて日本に赴き、1949年に富士見町教会や東京神学大学、同志社大学神学部で講演を行い、さらに1953年から国際基督教大学の客員教授として教壇に立つ。そして日本で無教会主義の影響を受けた。本人は永住も覚悟した日本移住だったが、健康を損ねてしまったため、1955年に帰国した。
その後、病のために自らペンをとる力を失いながらも、テープレコーダーを用いながら著述を続ける。
1966年、死去。

## 思想
ブルンナーは極端な自由主義神学は退けたが、17世紀の正統主義時代の福音主義とプロテスタントの歴史的な聖書観も同様に否定し、これを「紙の教皇」と呼んだ。それがすでにアウクスブルク信仰告白に認められるとしている。ブルンナーが聖書の奇跡と聖書の霊感の教理を否定したため、福音派とキリスト教根本主義の神学者は、ブルンナーの思想を認めなかった。ブルンナーの主張は、新正統主義の運動、バルトとパウル・ティリッヒの同一線上にある。保守派は、新正統主義が単に中庸の自由主義神学に過ぎないとみなし、これをプロテスタントの伝統を否定する主張だとして拒んだ。

## 著作
- 『聖書の真理の性格』弓削達訳
- 『神学論集』「ブルンナー著作集」教文館
- 『倫理・社会論集』「ブルンナー著作集」教文館
- 『フラウミュンスター説教集』「ブルンナー著作集」教文館
- 『教会・信仰・完成についての教説』「ブルンナー著作集」教文館
- 『創造と救贖についての教説』「ブルンナー著作集」教文館
- 『神についての教説』「ブルンナー著作集」「ブルンナー著作集」教文館
- 『正義　-社会秩序の基本原理に就いて-』酒枝義旗訳 三一書店